# Thriambeutes v-albus
Thriambeutes v-albus är en tvåvingeart som först beskrevs av Surcouf 1908.  Thriambeutes v-albus ingår i släktet Thriambeutes och familjen bromsar. Inga underarter finns listade i Catalogue of Life.